# Plaviště (přírodní památka)
Plaviště je přírodní památka v okrese Rakovník, v katastrálním území vesnice Soseň, která je administrativně částí města Jesenice. Jádrem přírodní památky je rybník Plaviště s přilehlou loukou a malou částí lesa. Chráněné území je v péči Krajského úřadu Středočeského kraje.

## Předmět ochrany
Předmětem ochrany je mokřadní lokalita se vzácnou květenou. Na březích rybníka a sousední louce roste mimo jiné rašeliník (Sphagnum), suchopýr úzkolistý (Eriophorum angustifolium), violka bahenní (Viola palustris), rdesno hadí kořen (Bistorta major), vachta trojlistá (Menyanthes trifoliata), prstnatec májový (Dactylorhiza majalis), vemeník dvoulistý (Platanthera bifolia) a zábělník bahenní (Potentilla palustris).
Samotný rybník Plaviště, který se nachází v prameništi Kosobodského potoka, je významnou lokalitou výskytu obojživelníků, např. čolek obecný (Lissotriton vulgaris), blatnice skvrnitá (Pelobates fuscus), kuňka obecná (Bombina bombina), ropucha obecná (Bufo bufo), skokan skřehotavý (Pelophylax ridibundus) a jeho hybridní formy.

## Okolí
Zhruba 700 metrů jihovýchodním směrem od rybníka Plaviště se nachází přírodní památka Soseňský lom a Boží kámen, registrovaný jako významný krajinný prvek.